# جرمانوس معقد
المطران جرمانوس معقّد (1852 – 1912). مطران كاثوليكي، واعظ، وصاحب مؤلّفات دينيّة كثيرة ومؤسّس " جمعية المرسلين البولسيين".

## حياته ونشأته[1]
ولد المطران جرمانوس معقّد في 3 كانون الثاني من عام 1852 في دمشق، لوالدين هما عيسى المعقد ومريم خيّاطة. تلقى دراسته الابتدائية في مدرسة الروم الكاثوليك باب المصلى بدمشق. بعد إنهاء دراسته الابتدائية عمل كاتبا في أحد المحلات التجارية، اُشتهر بالاستقامة والنشاط والأمانة حيث يُروى أن صاحب المحل طلب منه ذات مرة تسجيل بضاعة لم يتم شراؤها فعلياً على ذمة أحد الزبائن، فرفض القيام بذلك محافظاً على مبادئه. بعد ذلك انتقل للعمل لدى أحد الصاغة في دمشق لمدة ثلاث سنوات قبل أن تراوده فكرة الانتساب إلى الحياة الرهبانية.

## حياته الرهبانية
في سن السادسة عشرة من عمره، هرب المطران جرمانوس معقد من منزل أسرته دون موافقة والديه وانضم إلى دير الرهبنة المخلصية. هناك تتلمذ على يد البطريرك إكليمنضوس بحّوث الذي كان يتصف بالتقشف والنسك الشديدين، فحذا جرمانوس حذوه حيث كان يرتدي الملابس المنسوجة من شعر الجمال (المسوح) والأزرار الحديدية، ويجلد نفسه بالسياط ويبيت على الأرض دون فراش، ولا يتناول الطعام إلا وجبة واحدة في أيام الصوم الكبير وكان أيضًا يعجن ويحمل الماء ويخدم الأخوة على المائدة.
برع جرمانوس في دراسة العلوم اللاهوتية والفلسفية على يد المعلم يوسف باخوس داخل أسوار الدير. وفي 30 نيسان 1870 أبرز نذوره الرهبانية، وفي 4 تشرين الأول 1875 رُسم كاهناً. لكنه رفض في بداية حياته الكهنوتية تولي أي مهام راعوية في الشام خوفاً من المسؤولية الكبيرة لكرسي الاعتراف، فعمل بدلاً من ذلك معلماً في المدرسة المخلصية بالإضافة لعمله كمساعد للبطريرك بحوث في آخر أيامه.

## الأعمال والمناصب
- في عام 1875 رُسم جرمانوس كاهناً، وعمل معلماً في المدرسة المخلصية فضلاً عن كونه مساعداً للبطريرك بحوث.[
- في سنة 1886 انتُخب أسقفاً على مدينة بعلبك اللبنانية، فقام ببناء العديد من المدارس هناك وباشر أيضاً ببناء كاتدرائية القديسة بربارة الشهيرة.
- في عام 1894 استقال من منصبه كأسقف على بعلبك ولبث فترة في دمشق حيث عمل نائباً للبطريرك غريغوريوس يوسف.
- عام  1903 قام بتأسيس جمعيّة المرسلين البولسيّين،التي كانت هدفها القيام بالتمارين الرياضية والروحية وإلقاء العظات ،فضلا عن تعليم قواعد الدين وأصول التعاليم المسيحيّة بأسلوب بسيط.
- في عام 1910 أسس مجلة "المسرة" التي أصبحت فيما بعد المنبر الرسمي والناطق باسم بطريركية الروم الكاثوليك الملكية لفترة طويلة.

## من مؤلفاته:[1][3]
من أشهر المؤلفات التي خلفها المطران جرمانوس معقد:
- كتاب "رحلة الفيلسوف الروماني" الذي يتضمن سيرة حياة السيد المسيح وتفسيراً لأناجيل العهد الجديد.
- رواية بعنوان "رفائيل خزامي في آداب المعاشرة" تتناول موضوع الآداب الاجتماعية والسلوكيات المثلى.
- كتاب "الكلام الحي" في العقيدة المسيحية.
- مجموعة من الخطب والمواعظ التي ألقاها في كاتدرائية دمشق جُمعت في كتابين بعنوان "سبيل الصلاح".
- كتاب "حسن الختام" في موضوع الموت والحياة الأخرى.
- كتاب "خدمة الفصح المجيد" حول قداس عيد الفصح.
- كتاب "تحقيق الأماني لذوي الطقس اليوناني" للمؤمنين الكاثوليك من ذوي الطقس البيزنطي.
- كتاب "رفيق العابد الجامع لكل الفرائض" يجمع فيه جميع الصلوات والفرائض الدينية.
- رواية بعنوان "حسناء بيروت".